# Annay (Nièvre)
 Annay  es una población y comuna francesa, en la región de Borgoña, departamento de Nièvre, en el distrito de Cosne-Cours-sur-Loire y cantón de Cosne-Cours-sur-Loire-Nord.

## Demografía
| 437 | 381 | 355 | 315 | 279 | 272 | 344 |
| Para los censos de 1962 a 1999 la población legal corresponde a la población sin duplicidades (Fuente: INSEE [Consultar]) |     |     |     |     |     |     |